# 白岩優奈
白岩 優奈（しらいわ ゆうな、英語: Yuna Shiraiwa, 2001年11月26日 - ）は、日本のフィギュアスケート選手（女子シングル）。京都府京都市出身。血液型はA型。2016年世界ジュニア選手権では4位。京都市立大枝中学校卒業、京都両洋高等学校卒業。関西大学文学部4年。

## 人物
四人兄妹の末っ子で兄が3人いる。2006年トリノオリンピックの荒川静香を見て興味を持ち、同年秋からフィギュアスケートを始めた。憧れの選手はフィギュアスケートを始めるきっかけとなった荒川。
「やっていきたいことがあるのですが活動費が足りません」とのことで、2018年11月15日からクラウドファンディングを開始した。競技を始めた経緯や、ジュニア時代の苦労を明かした上で「北京五輪で4回転ジャンプと表現力で私のスケートを見た世界の皆さんに感動を届けたい」と夢をつづった。本人談によると、年間にかかる費用は約600万円で、「個人では資金調達に限界があり、フィギュアスケートを思うように続けられない状況」と苦しい財政事情を訴え、支援を求めた。 クラウドファンディングを開始した翌日の16日には約900万円が集まり、目標額の400万円を大きく突破した。
2019年7月、株式会社幸文堂とスポンサー契約を締結した。

## 経歴

### ノービス時代
2014-15シーズン、全日本ノービス選手権（ノービスA）で4位、全日本ジュニア選手権ではSP27位と出遅れFSに進めなかった。初の国際大会となった2015年ババリアンオープンのノービスクラスでは2位に入賞する。

### ジュニア時代

#### 2015-2016シーズン
2015-16シーズン、日本スケート連盟のフィギュアスケート強化選手に初めて選ばれる。ISUジュニアグランプリシリーズに参戦し、JGPコロラドスプリングスではSP5位からFSで首位に立ち優勝。続くJGPログローニョでも優勝し、ジュニアグランプリファイナル進出を決めた。ジュニア1年目でのシリーズ2連勝は日本人では2007-2008年シーズンの西野友毬以来4人目。同年11月の全日本ジュニア選手権では樋口新葉に次いで2位入賞する。初出場のファイナルでは5位となる。初出場となった全日本選手権では5位に入り、新人賞を受賞する。リレハンメルユースオリンピックではSP首位となるが、FSでジャンプのミスがあり総合4位となる。初出場となった世界ジュニア選手権では4位となる。シーズン終了後の4月初旬に左足の脛骨を骨折し、2ヶ月の間氷上練習ができなかった。

#### 2016-2017シーズン

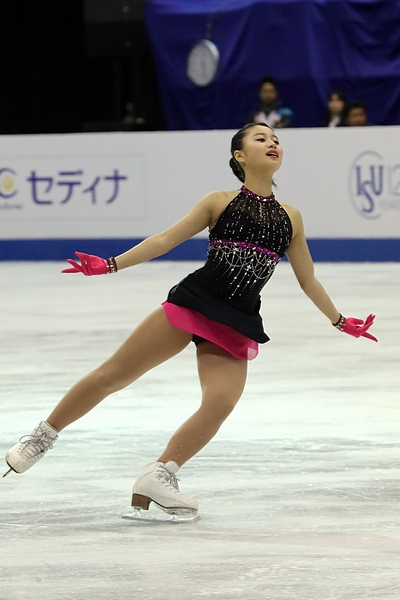
2017世界ジュニア選手権 SP

2016-17シーズン、初戦のJGPモルドヴィア杯で4位、続くJGP B.シュベルター杯で2位に入った。二度目の出場となった全日本選手権では、ショートプログラムでジャンプミスや手袋を落とすハプニングに見舞われ17位と出遅れたが、フリースケーティングでノーミスの演技を披露し挽回、総合6位となり2年連続で世界ジュニア選手権の代表を獲得した。
2017年3月、台北市で開催された世界ジュニア選手権では、ショートプログラムでパーソナルベストを更新し5位となったが、フリースケーティングではミスもあり、前回大会より順位を1つ落とす総合5位に終わった。

### シニア時代

#### 2017-2018シーズン
2017年7月2日、プログラム曲を発表した。SPは「亜麻色の髪の乙女」、FSは展覧会の絵。シニアデビュー初戦のアジアフィギュア杯は2位。続くISUチャレンジャーシリーズのフィンランディア杯では、ミスも相次ぎ7位となった。初参戦となったグランプリシリーズのNHK杯では、ショート、フリーともにミスが出て8位。連戦となったフランス杯では、SPをミスなくまとめ自己ベストを更新し3位と好発進。FSでは転倒こそあったものの自己ベストをマークし、総合でも自己ベストを更新し6位となった。シニアとして初めて挑んだ全日本選手権では、SPではジャンプの転倒があり8位と出遅れた。FSでも後半の3連続ジャンプが乱れて転倒し7位。総合では9位となり悔しさの残る結果となった。

#### 2018-19シーズン
2018-19シーズン、初戦のアジアフィギュア杯で2位、続くUSインターナショナルクラシックで5位に入った。グランプリヘルシンキではショートプログラムで2位に付け、フリーでは5位ながらも自己ベストの得点をマークし、総合で4位となった。当初は優奈の2018-19シーズンのグランプリーシリーズはグランプリヘルシンキの1試合のみだったが、故障した樋口新葉に代わり、急遽ロステレコム杯の参加が決まった。ロステレコム杯では、SP、FS共にジャンプミスがあり5位。全日本選手権では、SPでジャンプの転倒などのミスがあり12位発進、FSも冒頭のコンビネーションジャンプで転倒、他にもジャンプの回転不足が重なり9位、総合では2年連続の9位となった。

#### 2021-22シーズン
濱田美栄コーチの京都・木下アカデミーへの拠点変更もあり、2021年11月より関西大学拠点でもある本田武史コーチに師事。

#### 2022-23シーズン
1シーズン休養

#### 2024-25シーズン
今季での競技引退を表明。大学卒業後は一般企業に就職。

## 技術・演技
アクセルを除く5種類のトリプルジャンプを跳ぶことができる。コンビネーションでは、3回転ルッツ-3回転トゥーループ、3回転フリップ-3回転トゥーループ、3回転トゥーループ-3回転トゥーループ、2回転半アクセル-3回転トゥーループを成功させた他、2015年JGPコロラドスプリングスでは難度の高い3回転サルコウ-3回転ループを成功させた。平昌オリンピックの出場はならなかったが、3回転アクセル、3回転ルッツ-3回転ループ、4回転トゥーループ、4回転サルコウ、4回転ループの練習をしている。

## 主な戦績
| 国際大会                 | 国際大会 | 国際大会 | 国際大会 | 国際大会 | 国際大会 | 国際大会 | 国際大会 | 国際大会 | 国際大会 | 国際大会 | 国際大会 | 国際大会 | 国際大会 |
| 大会/年                  | 2012-13  | 13-14    | 14-15    | 15-16    | 16-17    | 17-18    | 18-19    | 19-20    | 20-21    | 21-22    | 22-23    | 23-24    | 24-25    |
| ------------------------ | -------- | -------- | -------- | -------- | -------- | -------- | -------- | -------- | -------- | -------- | -------- | -------- | -------- |
| GP NHK杯                 |          |          |          |          |          | 8        |          |          |          |          |          |          |          |
| GPロステレコム杯         |          |          |          |          |          |          | 5        | 10       |          |          |          |          |          |
| GPフランス杯             |          |          |          |          |          | 6        |          | 9        |          |          |          |          |          |
| GPグランプリヘルシンキ   |          |          |          |          |          |          | 4        |          |          |          |          |          |          |
| CSフィンランディア杯     |          |          |          |          |          | 7        |          |          |          |          |          |          |          |
| CS USクラシック          |          |          |          |          |          |          | 5        | WD       |          |          |          |          |          |
| CSアジアフィギュア杯     |          |          |          |          |          |          | 2        |          |          |          |          |          |          |
| アジアフィギュア杯       |          |          |          |          |          | 2        |          |          |          |          |          |          |          |
| ユースオリンピック       |          |          |          | 4        |          |          |          |          |          |          |          |          |          |
| ユースオリンピック団体戦 |          |          |          | 5        |          |          |          |          |          |          |          |          |          |
| 世界Jr.選手権            |          |          |          | 4        | 5        |          | 5        |          |          |          |          |          |          |
| JGPファイナル            |          |          |          | 5        |          |          |          |          |          |          |          |          |          |
| JGP B.シュベルター杯     |          |          |          |          | 2        |          |          |          |          |          |          |          |          |
| JGPモルドヴィア杯        |          |          |          |          | 4        |          |          |          |          |          |          |          |          |
| JGPログローニョ          |          |          |          | 1        |          |          |          |          |          |          |          |          |          |
| JGPコロラドスプリングス  |          |          |          | 1        |          |          |          |          |          |          |          |          |          |
| ババリアンオープン       |          |          | 2 N      |          |          |          | 1J       |          |          |          |          |          |          |
| プランタン杯             |          |          |          |          |          | 3        |          |          |          |          |          |          |          |
| 国内大会                 |          |          |          |          |          |          |          |          |          |          |          |          |          |
| 全日本選手権             |          |          |          | 5        | 6        | 9        | 9        | WD       | 9        | 23       |          | 22       | 19       |
| 全日本Jr.選手権          |          |          | 27       | 2        | 2        |          |          |          |          |          |          |          |          |
| 全日本ノービス選手権     | 3 B      | 5 A      | 4 A      |          |          |          |          |          |          |          |          |          |          |

- A - Aクラス
- B - Bクラス
- J - ジュニアクラス
- N - ノービスクラス

### 詳細
| 2024-2025 シーズン    |                                              |          |           |           |
| 開催日                | 大会名                                       | SP       | FS        | 結果      |
| 2024年12月19日 - 22日 | 第93回全日本フィギュアスケート選手権（門真） | 18 59.00 | 18 119.72 | 19 178.72 |

| 2023-2024 シーズン    |                                              |          |          |           |
| 開催日                | 大会名                                       | SP       | FS       | 結果      |
| 2023年12月20日 - 24日 | 第92回全日本フィギュアスケート選手権（長野） | 22 53.42 | 22 95.21 | 22 148.63 |

| 2021-2022 シーズン    |                                                  |          |          |           |
| 開催日                | 大会名                                           | SP       | FS       | 結果      |
| 2021年12月22日 - 26日 | 第90回全日本フィギュアスケート選手権（さいたま） | 21 56.93 | 23 88.96 | 23 145.89 |

| 2020-2021 シーズン    |                                              |          |          |          |
| 開催日                | 大会名                                       | SP       | FS       | 結果     |
| 2020年12月24日 - 27日 | 第89回全日本フィギュアスケート選手権（長野） | 10 63.96 | 9 126.43 | 9 190.39 |

| 2019-2020 シーズン    |                                                    |         |           |           |
| 開催日                | 大会名                                             | SP      | FS        | 結果      |
| 2019年11月15日 - 17日 | ISUグランプリシリーズ ロステレコム杯（モスクワ）   | 7 60.57 | 10 109.46 | 10 170.03 |
| 2019年11月1日 - 3日   | ISUグランプリシリーズ フランス国際（グルノーブル） | 7 63.12 | 10 98.59  | 9 161.71  |

| 2018-2019 シーズン    |                                                                                |          |          |          |
| 開催日                | 大会名                                                                         | SP       | FS       | 結果     |
| 2019年3月4日 - 10日   | 2019年世界ジュニアフィギュアスケート選手権（ザグレブ）                         | 6 62.08  | 4 123.38 | 5 185.46 |
| 2019年2月5日 - 10日   | 2019年ババリアンオープン ジュニアクラスⅡ（オーベルストドルフ）                 | 1 67.26  | 1 121.19 | 1 188.45 |
| 2018年12月20日 - 24日 | 第87回全日本フィギュアスケート選手権（門真）                                   | 12 59.99 | 9 123.17 | 9 183.16 |
| 2018年11月16日 - 18日 | ISUグランプリシリーズ ロステレコム杯（モスクワ）                               | 5 60.35  | 4 120.58 | 5 180.93 |
| 2018年11月2日 - 4日   | ISUグランプリシリーズ グランプリヘルシンキ（ヘルシンキ）                       | 2 63.77  | 5 127.69 | 4 191.46 |
| 2018年9月12日 - 16日  | ISUチャレンジャーシリーズ USインターナショナルクラシック（ソルトレイクシティ） | 6 55.35  | 4 115.39 | 5 170.74 |
| 2018年8月1日 - 5日    | ISUチャレンジャーシリーズ アジアフィギュア杯（バンコク）                       | 4 54.47  | 1 118.54 | 2 173.01 |

| 2017-2018 シーズン    |                                                          |         |          |          |
| 開催日                | 大会名                                                   | SP      | FS       | 結果     |
| 2018年3月16日 - 18日  | 2018年プランタン杯（ルクセンブルク）                     | 3 65.67 | 3 116.12 | 3 181.79 |
| 2017年12月20日 - 24日 | 第86回全日本フィギュアスケート選手権（調布）             | 8 63.33 | 7 128.36 | 9 191.69 |
| 2017年11月17日 - 19日 | ISUグランプリシリーズ フランス杯（グルノーブル）         | 3 66.05 | 6 127.13 | 6 193.18 |
| 2017年11月10日 - 12日 | ISUグランプリシリーズ NHK杯（大阪）                      | 8 57.34 | 8 114.60 | 8 171.94 |
| 2017年9月22日 - 24日  | ISUチャレンジャーシリーズ フィンランディア杯（エスポー） | 8 52.98 | 6 119.27 | 7 172.25 |
| 2017年8月2日 - 5日    | 2017年アジアフィギュア杯（香港）                         | 2 62.03 | 2 102.33 | 2 164.36 |

| 2016-2017 シーズン    |                                                                |          |          |          |
| 開催日                | 大会名                                                         | SP       | FS       | 結果     |
| 2017年3月13日 - 19日  | 2017年世界ジュニアフィギュアスケート選手権（台北）             | 5 62.96  | 5 111.42 | 5 174.38 |
| 2016年12月22日 - 25日 | 第85回全日本フィギュアスケート選手権（門真）                   | 17 54.30 | 3 131.07 | 6 185.37 |
| 2016年11月18日 - 20日 | 第85回全日本フィギュアスケートジュニア選手権（月寒体育館）     | 3 59.16  | 1 125.97 | 2 185.13 |
| 2016年10月5日 - 8日   | ISUジュニアグランプリ ブラエオン・シュベルター杯（ドレスデン） | 6 54.60  | 2 122.06 | 2 176.66 |
| 2016年9月14日 - 17日  | ISUジュニアグランプリ モルドヴィア杯（サランスク）             | 3 59.02  | 4 110.65 | 4 169.67 |

| 2015-2016 シーズン      |                                                                    |         |          |          |
| 開催日                  | 大会名                                                             | SP      | FS       | 結果     |
| 2016年3月14日 - 20日    | 2016年世界ジュニアフィギュアスケート選手権（デブレツェン）         | 8 56.23 | 5 115.36 | 4 171.59 |
| 2016年2月12日 - 21日    | リレハンメルユースオリンピック（ハーマル）                         | 1 60.87 | 5 105.79 | 4 166.66 |
| 2015年12月24日 - 27日   | 第84回全日本フィギュアスケート選手権（札幌）                       | 6 61.92 | 5 124.41 | 5 186.33 |
| 2015年12月9日 - 13日    | 2015/2016 ISUジュニアグランプリファイナル（バルセロナ）            | 5 60.68 | 5 113.14 | 5 173.82 |
| 2015年11月21日 - 23日   | 第84回全日本フィギュアスケートジュニア選手権（ひたちなか）         | 2 62.77 | 2 121.39 | 2 184.16 |
| 2015年9月30日 - 10月4日 | ISUジュニアグランプリ ログローニョ（ログローニョ）                 | 3 62.51 | 1 124.29 | 1 186.80 |
| 2015年9月2日 - 6日      | ISUジュニアグランプリ コロラドスプリングス（コロラドスプリングス） | 5 56.26 | 1 108.24 | 1 164.50 |

| 2014-2015 シーズン    |                                                                |          |         |          |
| 開催日                | 大会名                                                         | SP       | FS      | 結果     |
| 2015年2月11日 - 15日  | 2015年ババリアンオープンノービスクラス（オーベルストドルフ）   | 2 39.03  | 2 70.43 | 2 109.46 |
| 2014年11月22日 - 24日 | 第83回全日本フィギュアスケートジュニア選手権（新潟）           | 27 40.07 | -       | 27 40.07 |
| 2014年10月24日 - 26日 | 第18回全日本フィギュアスケートノービス選手権 Aクラス（高槻市） |          | 4 85.61 | 4 85.61  |

| 2013-2014 シーズン    |                                                                      |    |         |         |
| 開催日                | 大会名                                                               | SP | FS      | 結果    |
| 2013年10月25日 - 27日 | 第17回全日本フィギュアスケートノービス選手権 Aクラス（ひたちなか市） |    | 5 75.88 | 5 75.88 |

| 2012-2013 シーズン    |                                                                |    |         |         |
| 開催日                | 大会名                                                         | SP | FS      | 結果    |
| 2012年10月26日 - 28日 | 第16回全日本フィギュアスケートノービス選手権 Bクラス（京都市） |    | 3 69.21 | 3 69.21 |

## プログラム使用曲
| シーズン  | SP | FS | EX                                                            |
| --------- | --- | --- | ------------------------------------------------------------- |
| 2024-2025 | 映画『タイタニック』より Rose / My heart will go on 振付：吉野晃平                                                                          | 映画『The Mission』より Gabriel's Oboe / Vita Nostra 曲：エンニオ・モリコーネ 振付：鈴木明子 |                                                               |
| 2023-2024 | Concertino Bianco 曲：アレクセイ・リュビモフ,ハインリヒ・シフ,ブレーメン・ドイツ室内フィルハーモニー管弦楽団 振付：ステファン・ランビエール | 映画『The Mission』より 曲：エンニオ・モリコーネ 振付：鈴木明子 |                                                               |
| 2021-2022 | フィーリング・グッド 振付：ブノワ・リショー                                                                                                 | シェヘラザード 作曲：リムスキー＝コルサコフ 振付：ブノワ・リショー |                                                               |
| 2020-2021 | テレビドラマ『エデンの東』より 作曲：リー・ホールドリッジ 振付:エルネスト・マルティネス                                                     | 映画『Amen.』より To Warm the World - Gerstein's Theme The Bishop's Complaint/The Train II The Train III 作曲：アルマンド・アマール 振付：ブノワ・リショー                                                                            |                                                               |
| 2019-2020 | ピアノと室内管弦楽のための コンチェルティーノ・ビアンコ （白鍵の小協奏曲） 作曲：ゲオルグス・ペレーツィス 振付：ステファン・ランビエール    | 映画『Amen.』より To Warm the World - Gerstein's Theme The Bishop's Complaint/The Train II The Train III 作曲：アルマンド・アマール 振付：ブノワ・リショー                                                                            |                                                               |
| 2018-2019 | オール・アボード 曲：Club des Belugas 振付：トム・ディクソン                                                                                | 展覧会の絵 作曲：モデスト・ムソルグスキー 振付：トム・ディクソン | Love Is Strange by Mickey & Sylvia                            |
| 2017-2018 | 亜麻色の髪の乙女 作曲：クロード・ドビュッシー 振付：ジェフリー・バトル                                                                      | 展覧会の絵 作曲：モデスト・ムソルグスキー 振付：トム・ディクソン | If My Friend Could See Me Now 振付：キャシー・リード          |
| 2016-2017 | アイ・ガット・リズム 作曲：ジョージ・ガーシュウィン ボーカル：ニッキ・ヤノフスキー 振付：ジェフリー・バトル                                 | ナイト・ワルツ 悲しみのクラウン 作曲：スティーヴン・ソンドハイム 振付：トム・ディクソンミュージカル『ノートルダム・ド・パリ』より Le Temps des Cathedrales Les Sans-Papiers Vivre 作曲：リカルド・コッチアンテ 振付：キャシー・リード | Titanium by madilyn paige                                     |
| 2015-2016 | 虹の彼方に 作曲：ハロルド・アーレン 振付：キャシー・リード                                                                                  | ナイト・ワルツ 悲しみのクラウン 作曲：スティーヴン・ソンドハイム 振付：トム・ディクソン | ミュージカル『ウィキッド』より 作曲：スティーヴン・シュワルツ |
| 2014-2015 | | ジゼル 作曲：アドルフ・アダン |                                                               |